# Universidad Católica de la Santísima Concepción, Chile
Universidad Católica de la Santísima Concepción este o universitate fondată în 1991 în Concepción, Chile.  

## Unele Facultăți
- Facultatea de Inginerie
- Facultatea de Drept
- Facultatea de Economie
- Facultatea de Pedagogie
- Facultatea de Umanism
- Facultatea de Medicină